# Trerandig frökenfisk
Trerandig frökenfisk (Dascyllus aruanus) blir c:a 6,5 cm stor. Förekommer i Röda havet, Indiska oceanen och Stilla havet. Den är enkel att hålla i saltvattensakvarium. 